# Источноромански језици
Источноромански или влашки језици (у ужем смислу, без румунског) су подгрупа романских језика која се развила на Балкану и у југоисточној Европи од локалних варијанти вулгарног латинског језика.

## Историја
Претпоставља се да су се источноромански језици развили на просторима јужно од Дунава у римским провинцијама Илирији и Мезији, а потом се проширили у Дакији и у другим крајевима Балкана. Говорници ових дијалеката су се, након распада Римског царства, у великом броју, населили на подручје данашње Румуније.

## Подела
Источноромански језици се деле на:
- дако-романске језике:
  - румунски, који је матерњи језик Румуна, те најраспрострањенији од свих источнороманских језика.
  - молдавски, који је службени у Молдавији. Молдавски је врло сличан стандардном румунском језику, иако има невеликих разлика у речнику и правопису.
  - влашки, који је матерњи језик Влаха Србије.
  - pомски бајашки језик је дијалект румунског језика.
- аромански/цинцарски — говоре га Аромани/Цинцари у Грчкој, Македонији и Албанији.
- меглено-румунски/меглено-влашки је језик Мегленских Влаха који воде порекло из области Меглен у Грчкој.
- истро-румунски — готово ишчезли говор Истро-румуна у Хрватској.

## Утицаји
Док су остали романски језици током развоја усвајали туђице, углавном, из германских језика, на источнороманске језике највећи утицај су имали словенски језици и грчки језик. Ови утицаји и географска одвојеност од осталих романских језика резултовали су засебним, друкчијим развојем и очувањем неких латинских граматичких облика који су у осталим романским језицима ишчезли.